# Крымский, Салим Манусович
Салим Манусович Крымский (1930—2022) — советский и российский композитор.

## Биография
Родился 25 октября 1930 года в Баку.
В 1953 году окончил Киевский политехнический институт. Работал на Алакаевском металлургическом комбинате. Окончил в 1963 году Уральскую государственную консерваторию (класс композиции К. М. Пузея).
Три года он жил в Туве[когда?], где преподавал композицию в Кызылском музыкальном училище. Участвовал в подготовке первого выпуска студентов наряду с Р. Кенденбилем, и А. Чыргал-оолом. На тувинском материале сочинил «Тувинскую увертюру» для симфонического оркестра (1964), «Балладу» для фортепиано с оркестром (1965), «Детский альбом» для фортепиано (1965).
С 1966 года жил и работал в Черкесске, преподавал в Черкесском музыкальном училище. Из Черкесска переезжает в Москву, где продолжал активно трудиться до последнего дня жизни. Член Союза композиторов РФ, лауреат Премии им. Д. Д. Шостаковича.
В 1991 и 1994 гг. состоялись авторские концерты С. Крымского в США (Тафт-университет, г. Бостон). Удостоен премии[какой?].
Скончался 14 марта 2022 года.

## Награды и звания
- премия Тафт-университета
- лауреат Премии им. Д. Д. Шостаковича Союза композиторов РФ

## Сочинения
- «Тувинская увертюра» (1964)
- «Баллада» (1965)
- «Детский альбом»(1965)
- «Героическая поэма на карачаево-черкесские темы» (1971)
- опера «Последний изгнанник»(1979)
- кантата «Песнь песней», «Рут», «7 псалмов Давида», «Экклезиаст»
- опера «Давид», «Маймонид», «Мандельштам» и др.

## Видеоматериалы по теме
- Видеоканал Салим Крымский на YouTube